# Тучин
Ту́чин (англ. Tuchyn, пол. Tuczyn) — село в Україні, у Гощанській селищній громаді Рівненського району Рівненської області. Населення становить понад 2100 осіб. З 1940 по 1959 рік було центром Тучинського району.

## Населення
До Другої світової війни Тучин заселяли українці, багато євреїв, поляки. Римо-католицька парафія була заснована в Тучині 1590 року, вона включала навколишні села. У 1938 до католицької парафії входило 2660 осіб, що були вихідцями майже суто з поляків.
Також в Тучині проживала значна частка німецького населення, які почали прибувати у великій кількості в 1860-х. Переважна більшість були німецькі лютерани, з далекого Житомирського лютеранського приходу. Лютеранський прихід Тучина був створений 1888 року. На піку приходу в нього входило понад 25 000 міст і 80 сіл. Чисельність німців різко знизилася під час Першої світової війни, і багато хто з них поїхав в Північну Америку. Лише близько 6000 залишилось до Другої світової війни.

### Мова
Розподіл населення за рідною мовою за даними перепису 2001 року:
| Мова            | Кількість | Відсоток |
| --------------- | --------- | -------- |
| українська      | 2487      | 97.91%   |
| російська       | 49        | 1.93%    |
| білоруська      | 2         | 0.08%    |
| інші/не вказали | 2         | 0.08%    |
| Усього          | 2540      | 100%     |

## Походження назви
Про походження назви цього міста майже відсутні пояснення вчених, також немає писемних джерел, де б містилися такі тлумачення. Побутують лише народні варіанти. Один з них такий — ніби-то багата аристократка, до маєтностей якоі входило це давнє поселення, зустрічала поважних гостей від короля. Коли вони вручили їй високий титул, княгиня на радощах вигукнула: ,, Тут і чин".
Такий епізод, звичайно, міг мати місце у добу феодалізму чи й дещо пізніше. Проте, зважаючи, що ні в літописних згадках, ні в переказах про Тучин немає відомостей про його попередню назву, правдоподібною версією може бути та, що назва походить від прізвища чи імені його першого засновника — Тучи (Туча) (у прадавні літа були ж Гомін, Дрізд, Корінь, Зорик ,Хмара! і подібні). У розмовній мові й народилося: «чий курінь?», «чий лук?», «чий впольований вепр?» — Тучин. Мабуть, той Туча з'явився на світ при якихось несприятливих природних умовах чи змалечку був аж надто похмурим, і незграбним. Так веселунів не називали…
Дехто з місцевих жителів схильний вважати, що назва Тучин походить від того, що на наш край колись насувалося чорними хмарами багато ворогів. Але ж це поселення виникло, мабуть? ще в добу первісно-суспільного ладу, коли більшість племен жила у злагоді?)..-невже..

## Символіка
Затверджена 12 березня 2009р. рiшенням №352 сесії сільської ради.

### Герб
У золотому щиті срібна церква з чорними дахами, куполами та хрестами. У зеленій хвилястій базі, завершеній сріблом, золоте коло, обтяжене чорним вписаним хрестом.

### Прапор
Квадратне полотнище складається з трьох горизонтальних смуг жовтого, білого та зеленого кольорів, розділених хвилеподібно, із співвідношенням ширин 7:1:3. У верхній древковій частині жовте коло із чорним вписаним хрестом.

## Історія

### Початки, Литовський період
Існує дві давні згадки про Тучин — у книзі «З бору і степу» Т. Стецького, виданій у Кракові 1888 року, яка датується 1542 роком, та в документах опису Луцького замку за 1545 рік, виявлених Тимчасовою комісією для з'ясування давніх актів, що працювала впродовж 40-50-х років XIX століття. Першими зафіксованими власниками поселення є бояри Путяти.
У XVI столітті містом та довколишніми землями біля нього володів Богдан Семашко — феодал Великого князівства Литовського. Тоді тут на березі Горині побудовано грізний замок, опоясаний земляними валами, обкопаний ровами та облаштований лабіринтом підземних ходів, котрі частково збереглися до наших днів.
1569 року після Люблінської унії Тучин, як і вся Волинь, увійшов до складу Речі Посполитої. Попри це, рід Семашків продовжував володарювати на цих землях ще більше сотні років. Є відомості, що 1596 року місто належало Олександру Семашку, сину Богдана та Анни з Путят — останньої власниці Тучина з роду, яка привнесла його як віно чоловіку. Дещо спокійніше жилося сину Олександра Миколі Семашку. При ньому Тучин було розмежовано на Новий і Старий. Це сталося з причини поділу майна між спадкоємцями — магнатами Данилевичами і Тишкевичами.
З другої половини XVI століття Тучин за адміністративно-територіальним поділом належав до Луцького повіту Волинського воєводства. На долю його мешканців випало немало потрясінь: розпочалися масові заворушення серед козаків та селян проти польського гноблення. Одним з найпотужніших виступів у ту пору стало повстання, очолені Криштофом Косинським та Северином Наливайком. Загони останнього 1596 року не тільки були в Тучині, але неподалік міста дали відчайдушний бій переважаючим силам противника. Багато місцевих жителів влилися до козацько-селянського війська і продовжували визвольний похід у глиб України.
Ще запеклішою була боротьба за національне визволення в роки Хмельниччини. 1649 року в Тучині побувало 2000-не козацько-селянське військо під проводом Максима Кривоноса. Воно зруйнувало садибу магнатів, спалило храм УГКЦ, збудований Семашками 1614 року. До речі, цей костел за своє існування палав у вогні кілька разів. Неодноразово відбудовувався і достояв до наших днів. Шляхта, що спершу розбіглася зі своєю охороною, невдовзі, зібравши сили, знову повернулася до Тучина. Бої тривали як в місті, так і в навколишніх селах. Все ж таки перемогли повстанці.
Колишні володарі повернулися до своїх маєтків після того, як Волинь за Андрусівським перемир'ям (1667 р.) відійшла до Речі Посполитої. Довго відбудовувалися палаци, підприємства та виробництва. На кінець XVII — початок XVIII століть припадає спорудження шлюзів на Горині, внаслідок чого на річці продовжувалося судноплавство. Маючи достатні запаси лісоматеріалів та родючих земель, в Тучині започаткувалася деревообробна промисловість, розширилися посіви зернових культур, стали провідними городництво, садівництво, відновилося бортництво. Населення стало жити заможніше. Це сприяло тому, що 1711 року на давньому церквищі зведено храм Святої Великомучениці Параскеви (П'ятниці).
Багатства князівських та графських родин помітно зросли. У Тучині поновлено річкову пристань, від якої товари та вироби вирушали до великих міст Західної Європи. Вже на початку XIX століття звідси щорічно відходило водою понад 120 плотів з деревиною.
Тучин і прилеглі території переходили з рук у руки: Тишкевичі перепродали містечко Цетнерам, останні — своєю чергою Потоцьким, ті — Любомирським, потім — Валевським. Сєрадзький воєвода Міхал Валевський у 1786—1786 роках на місці згорілого костелу звів новий. Православним у 1780 році допоміг оновити церкву Святої Великомучениці Параскеви. А в 1790—1798 роках заклав розкішний парк, на краю якого спорудив палац дивної краси. Після смерті Міхала Валевського в 1806 році, згорів і палац. Рештки його розібрали місцеві жителі.

### В складі Російської імперії
Після остаточного третього поділу Польщі, коли царська Росія загарбала правобережну Україну, Тучин опинився у складі Ровенського повіту Волинської губернії. Тут з 1803 року діяло парафіяльне однокласне училище.
Ставши у 1866 році волосним центром, у місті стрімко розвивалися мануфактури. Одна за одною збудовано ще дві ткацькі та дві фарбувальні фабрики, пивоварний завод. Хоча традиційно їх власниками були багаті польські родини, проте на той час їм не дозволялося купувати земельних ділянок. Отже — й розширювати виробництво. Це змусило власників у 1890 році Тучин виставити на аукціон. Тоді його придбали російські капіталісти. Одним з яких був князь Трубецькой. На той час у місті стояло 246 жител з населенням 2345 душ.
Новий власник для себе звів палац, котрий простояв до 1911 року. Крім того почалося розширення промислового будівница внаслідок чого станом на 1913 рік тут уже працювало 6 ткацьких фабрик, 4 шкіряних заводи, пивоварня, цегельня, столярна майстерня, 2 млини, кілька кузень. Тоді ж громада розпочала з цегли зводити школу, яка згодом стала називатися «червоною».
Не обминули давнього містечка й революційні та військові події. Робітники та селяни, підігріті марксистськими прокламаціями, усними виступами агітаторів, чинили супротив своїм роботодавцям, вимагали підвищення заробітків, поліпшення умов життя й праці. Масово такі вимоги висловлювалися у 1905—1907 ро Проте після цього із зацікавленням зустрінута столипінська земельна реформа, під дією якої селяни викуповували землі у тих власників, створювали хутірські садиби. Так у 1912 році виникли хутори Полівці та в 1914 році — Чернишне. На той час населення Тучина виросло майже до 7 тисяч осіб.
З початком Першої світової війни життя для населення погіршилося тим, що багатьох дужих чоловіків забрано на фронти, туди ж відправлялося немало харчів, фуражу для коней. Через голодне та холодне взимку, існування, в сім'ях збіднілого населення спалахнули епідемії інфекційних хвороб. Зокрема, в липні 1915 року тут вирувала холера, від якої померли десятки жителів. Політична ситуація також загострювалася. Люди бажали перемін. Тому більшість поселенців з надією сприйняли переворот в Петрограді та відречення царя від престолу.

### Період Визвольних змагань
Населення містечка не опиралось у січні 1918 року встановленню радянської влади, не противилося й австро-німецьким військам, що заполонили Тучин в лютому того ж року. Радо вітало й українське регулярне військо Симона Петлюри. З ним непогано велося аж до приходу більшовицьких загарбників — Червоної армії. Останні підступно роззброїли великий підрозділ петлюрівців, майже повністю фізично знищивши керівний склад і багатьох вояків. Це сталося 22 травня 1919 року.
Більшовики зразу ж заходилися створювати різноманітні комітети — волосний, бідноти, відділи — земельний, шкільний, матері й дитини, заготівлі хліба для Червоної армії та інші. Тут же облаштували кооператив для допомоги безкінним селянам в обробітку землі, назвавши його «Труд». Таким чином вміло, використовуючи звичні підступи, й наполегливо навертали до себе збідніле населення.

### Польський період
Укріпитися нова влада не змогла через наступ польських військ, які в серпні 1919 року оволоділи Тучином. Це нове нашестя сприйнялося насторожено і навіть вороже. Немало молодих людей покидали місто і шукали зв'язків з більшовиками. А коли в липні наступного року сюди підійшли загони кавалеристів Першої кінної армії Семена Будьонного, багато хто з хлопців влилися у це військо. І разом з іншими воювали проти поляків. Особливо запеклі бої відбулися на північній околиці Тучина та в ближніх селах від нього. У місті розташувався штаб четвертої кавалерійської дивізії, де побували Семен Будьонний та Клим Ворошилов.
Після цих боїв ще двічі Тучин переходив з рук в руки ворогуючих сторін. Зрештою поляки взяли верх. Практично з 18 вересня 1920 року на наших теренах запанувала нова європейська окупація. Під час воєнних дій та різноманітних акцій, надто постраждало місцеве населення та економіка краю. Наприклад, у Тучині на період 1920 року проживало лише 1386 українців та 65 поляків. Однак офіційною мовою стала польська. Усі ті, хто не хотів її визнавати, піддавалися всілякому тиску, аж до грубого насилля. Це сприяло зародженню нового руху опору. Борців за свої права і свободи виловлювали, судили й катували. Так тривало до вересня 1939 року.
У 1929 р. на Тучин поширені правила міської забудови.

### Другий більшовицький період
Тоді ж започаткувалися основи радянської влади. 1940 року Тучин став районним центром новоутвореної Ровенської області. Представником — депутатом на Народних зборах Західної України, що пройшли у Львові 27-28 жовтня 1939 року, був робітник Кирило Прокопчук, він і голосував за новий адміністративно-територіальний поділ краю. У Тучині він всіляко сприяв конфіскації та розподілу панських і церковних земель, підприємств та рухомого майна поміщиків. Таким чином невдовзі на базі ткацьких та шкіряних заводів було створено промислову артіль. Інші дрібніші виробництва об'єднано у промкомбінат, організовано торфопідприємство, вапнярку. Тоді ж відкрито лікарню, амбулаторію, школу з семирічним терміном навчання. Селянам надавала допомогу у обробітку землі новостворена Антоніївська машино-тракторна станція.

### Гітлерівська окупація
Дальшому розвитку[джерело?] зашкодила Друга світова війна, яка постукала у двері до громадян Тучина окупаційним чоботом німців на початку липня 1941 року. Війська Гітлера тут себе проявили справжніми загарбниками і тиранами. За час їх перебування пограбовано і зруйновано ткацьку й шкіряну артілі, водяний млин на Горині, олійницю, аптеку, бібліотеку, спалили 36 будинків, поруйнували центр міста. Крім того на території Тучина окупанти створили концтабір для військовополонених та підозрілих в опорі і гетто для утримання євреїв, де розстріляли близько 3 тисяч осіб.

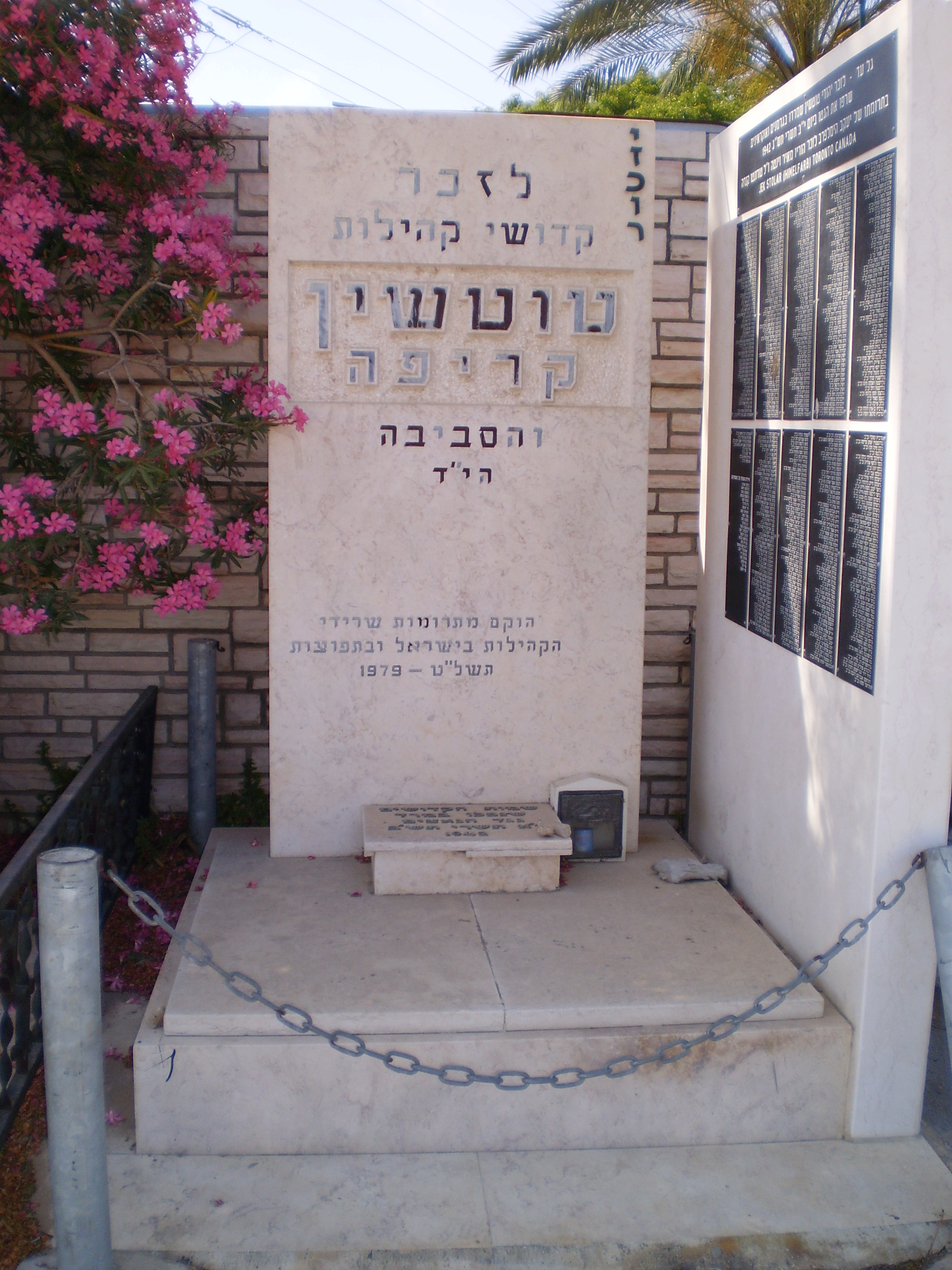
Меморіал, присвячений містянам-жертвам Голокосту (Холон, Ізраїль)

На супротив окупантам діяли підпільні загони з початку 1942 року розгалужений відділ УПА Степана Трохимчука на псевдо «Недоля», та з травня 1943 року організація військовополонених Володимира Захар'єва, котра налагодила згодом зв'язок з більшовицьким партизанським рухом. Багато корисного зробила у боротьбі з окупантами і українська підпільна молодіжна організація «Юнацтво», яка допомагала своїм старшим побратимам УПА-ОУН. Щоправда, у післявоєнний період з українськими патріотами сталінська влада вчинила надто жорстоко: майже всіх учасників антигітлерівського опору якщо не вбито, то ув'язнено в тюрми на довгі роки, а організатора Недолю привселюдно страчено на майдані у Рівному в 1945 році.

### Третій більшовицький період
Повністю німецьких окупантів у Тучині замінили радянські 16 січня 1944 року силами 6 гвардійської стрілецької дивізії генерала Д. Онупрієнка. Невдовзі після цього відновили свою роботу радянські та партійні органи влади й управління. Відбудова міст розпочалася знесенням руїн, запуском у дію зупинених підприємств та виробництв. Серед інших важливих об'єктів був і міст через Горинь, якого при окупації, попри посилену охорону, зруйнували бійці уже згаданого Степана Трохимчука-Недолі.
У цей важкий період, коли на вагу золота цінувалися кожні трудові руки, в Тучині була створена каральна група з 50 осіб для виловлювання українських партизанів-січовиків. Це в очах населення підривало авторитет органів внутрішніх справ, викликало недовір'я до радянської влади. Протидія особливо чітко проявилася під час масового примусового залучення селян до колгоспів. Практично цей процес посувався на суцільних погрозах, насиллі, репресіях. З великими потугами лишень у 1949 році в Тучині було створено колгоспи імені Сталіна та імені Ворошилова. На той час нє було відновлено роботу машино-тракторної станції. Справи з налагодженням сільськогосподарського виробництва посувалися повільно. Для оплати праці хліборобів запроваджено трудові дні, на які раз у кінці року видавали по 250—300 грамів зерна і 15-20 копійок грішми. У середньому на кожний трудодень треба було працювати в полі з рання і майже до заходу сонця. Трохи вищими були нормативні розцінки для механізаторів, шоферів, тваринників. Крім такої рабської праці на користь держави «робітників і селян», кожний працівник не мав права з дозволу бригадира чи ланкової покинути поле чи не вийти на нього. За подібне порушення трудової дисципліни були запроваджені суворі покарання аж до заведення кримінальної справи… У Тучині, який здавна поділявся на Новий і Старий, діяло дві сільські ради. Першими керівниками тут були Михайло Рисв'янець, Одарка Мосійчук, Василь Сай, Гнат Панчук та інші. Виходила районна газета «Червоний шлях». Переважна більшість коштів, що надходила до бюджету, використовувалася на розвиток інфраструктури: будувалися державні приміщення виробничого та соціально-культурного призначення, житла, медицини, побуту, поліпшення доріг тощо. Колгоспи також працювали на розвиток власної матеріальної бази, недостатньо дбаючи про їх трудівників, невдовзі обидва господарства та таке ж, що діяло у селі Полівці під назвою імені Ленінського комсомолу, об'єдналися під спільною назвою імені Сталіна. А в 1959 році — нове об'єднання, прилучивши до себе і артіль імені Чапаєва, до якого входили села Дроздів, Горбів та Микулин. Тоді ж запроваджено грошову оплату праці тваринників, потім — механізаторів, рільників. Цього ж року було ліквідовано і Тучинський район. Зразу ж механічно місто Тучин перетворилося у село. Загалом непогано розбудований колгосп, що володів більше 3600 гектарами сільськогосподарських угідь, в 1961 році було реорганізовано у радгосп під назвою «Тучинський». Першим його директором став Аркадій Саботницький. Через порівняно недовгий період його змінив Іван Кир'янчук. Село продовжувало розвиватися: здано в експлуатацію навчально-житлово-побутовий комплекс школи інтернату, 1964 року відкрито філіал дитячої Гощанської музичної школи, 1968 року здано в експлуатацію просторе приміщення будинку культури, облаштовано бібліотеки, розширено медичні, побутові та торговельні заклади.
Ще разючіші позитивні зміни у селі та житті його мешканців сталися після 1971 року, коли радгосп очолив невтомний трудівник та ділова людина Микола Зінчук. За його ініціативою радгосп перепрофільовано у елітно-насінницький з назвою імені XXV з'їзду КПРС, потім — державне дослідницьке господарство «Тучинське». Спираючись на новітні технології та високоврожайні сорти сільськогосподарських культур, це господарство стало зразковим не тільки на Рівненщині, а й далеко за її межами. Зокрема, врожайність зернових культур зросла з 18 до 55, картоплі з 65 до 350, цукрових буряків з 166 до 500 центнерів з кожного гектара зайнятих площ.
Починаючи з 1972 року в радгоспі запровадили звання лауреата щорічної премії на честь до дня народження Леніна. Діяли і інші методи заохочення до наполегливої праці. Зі зростанням економіки господарства, розширювалося й будівництво жител, приміщень виробничого та соціально-культурного призначення. За два десятки літ матеріальна база радгоспу не тільки виросла у 5-6 разів, а й індустріалізувалася. За такі успіхи керівнику господарства Миколі Зінчуку присвоєно звання Героя соціалістичної праці, заслуженого працівника сільського господарства України, лауреата Державної премії України.

### Період відновлення Незалежності України
Тучин увійшов у ХХІ століття, попри економічні потрясіння в Україні, облаштованим та впорядкованим. Тут працюють загальноосвітня середня та школа-інтернат, дитячий садок, філіал районної дитячої школи мистецтв, філіал районної лікарні, інтернат для людей похилого віку, філія центру народної творчості та дозвілля, бібліотека, дві церкви, два молитовні будинки, заклади торгівлі різних форм власності. З виробничих підприємств — 2 приватні пекарні, млин, столярний цех, приватне підприємство «Універсал», ковбасний цех.. Тучин має свою сільську раду, тут розміщена центральна садиба елітно-насінницького господарства «Тучинське».
12 червня 2020 року, відповідно до розпорядження Кабінету Міністрів України № 722-р від «Про визначення адміністративних центрів та затвердження територій територіальних громад Рівненської області», увійшло до складу Гощанської селищної громади.
19 липня 2020 року, в результаті адміністративно-територіальної реформи та ліквідації Гощанського району, село увійшло до складу новоутвореного Рівненського району. 
У фонді Р-740 «Відділ державної реєстрації актів цивільного стану Головного територіального управління юстиції у Рівненській області», опис 6, справи №№ 102-131 на сайті Державного архіву Рівненської області у розділі «E-архів» розмістили метричні книги села за 1926-1929 рр.

## Пам'ятки

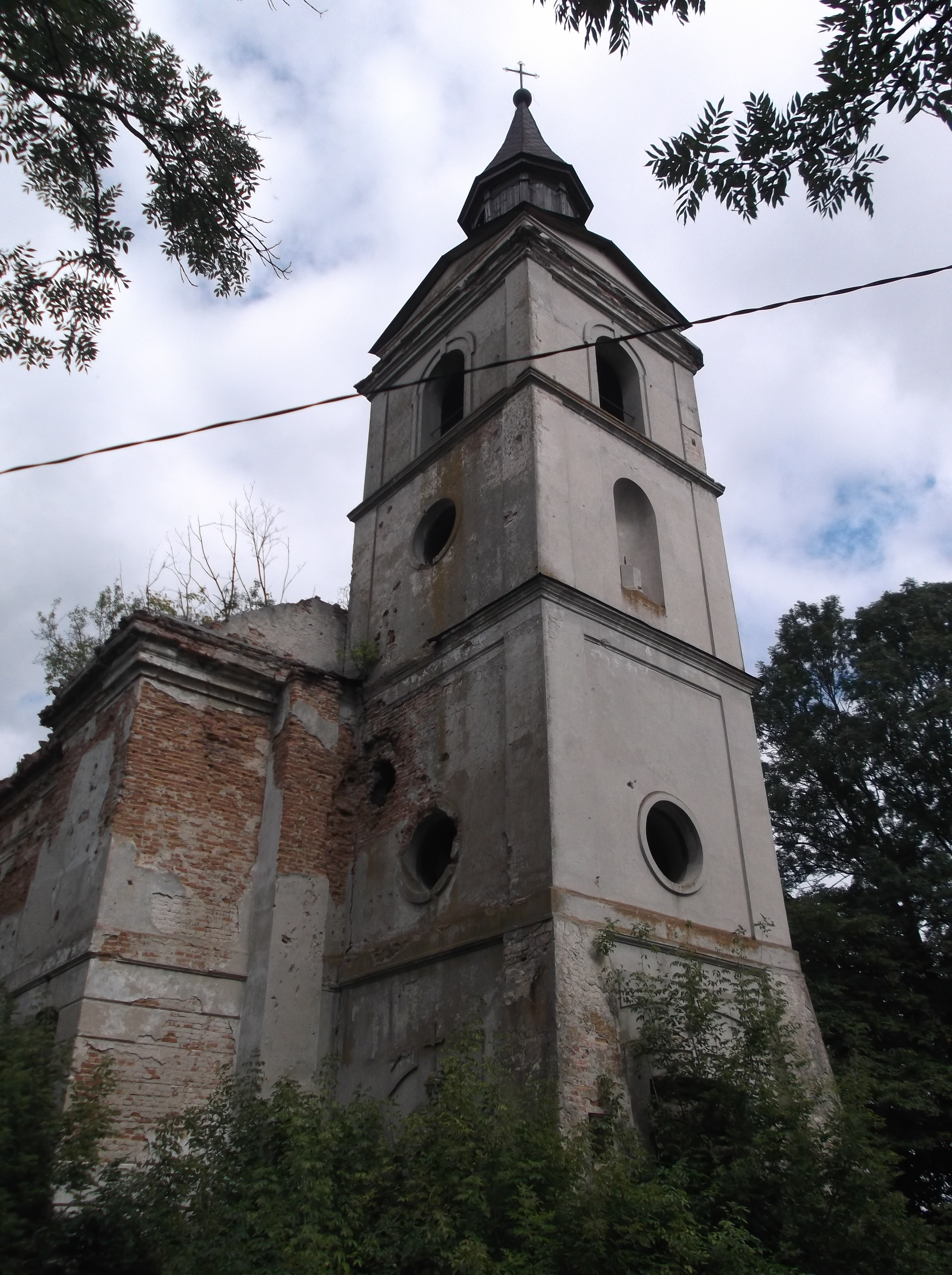
Фото = Костел (руїни) Святої Трійці й Святого архангела Михаїла (Михаша), с. Тучин.JPG

- Преображенська церква (дер.), с. Тучин,.jpgПреображенська церква (дер.), с. Тучин, 2.jpgДзвіниця Преображенської церкви (дер.), с. Тучин .2.jpgПам'ятний знак воїнам УПА, с. Тучин, громадське кладовище.jpg Фото = Костел (руїни) Святої Трійці й Святого архангела Михаїла (Михаша), с. Тучин.JPGхрам Святої Великомучениці Параскеви (П'ятниці, 1711 року). Згоріла наприкінці ХIХ століття. На тому ж місці в 1900 році відбудовано деревяний храм.

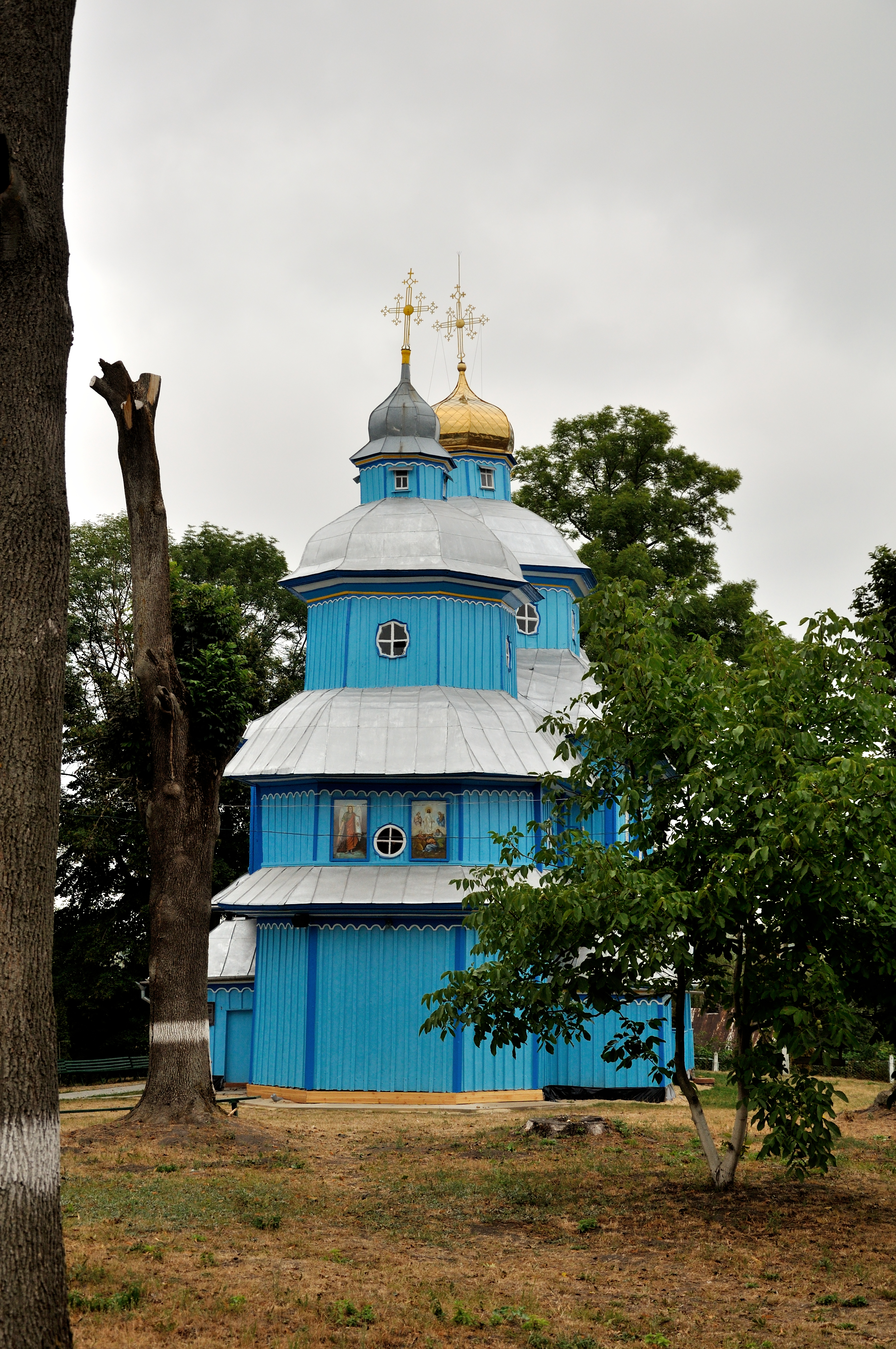
Преображенська церква (дер.), с. Тучин,.jpg

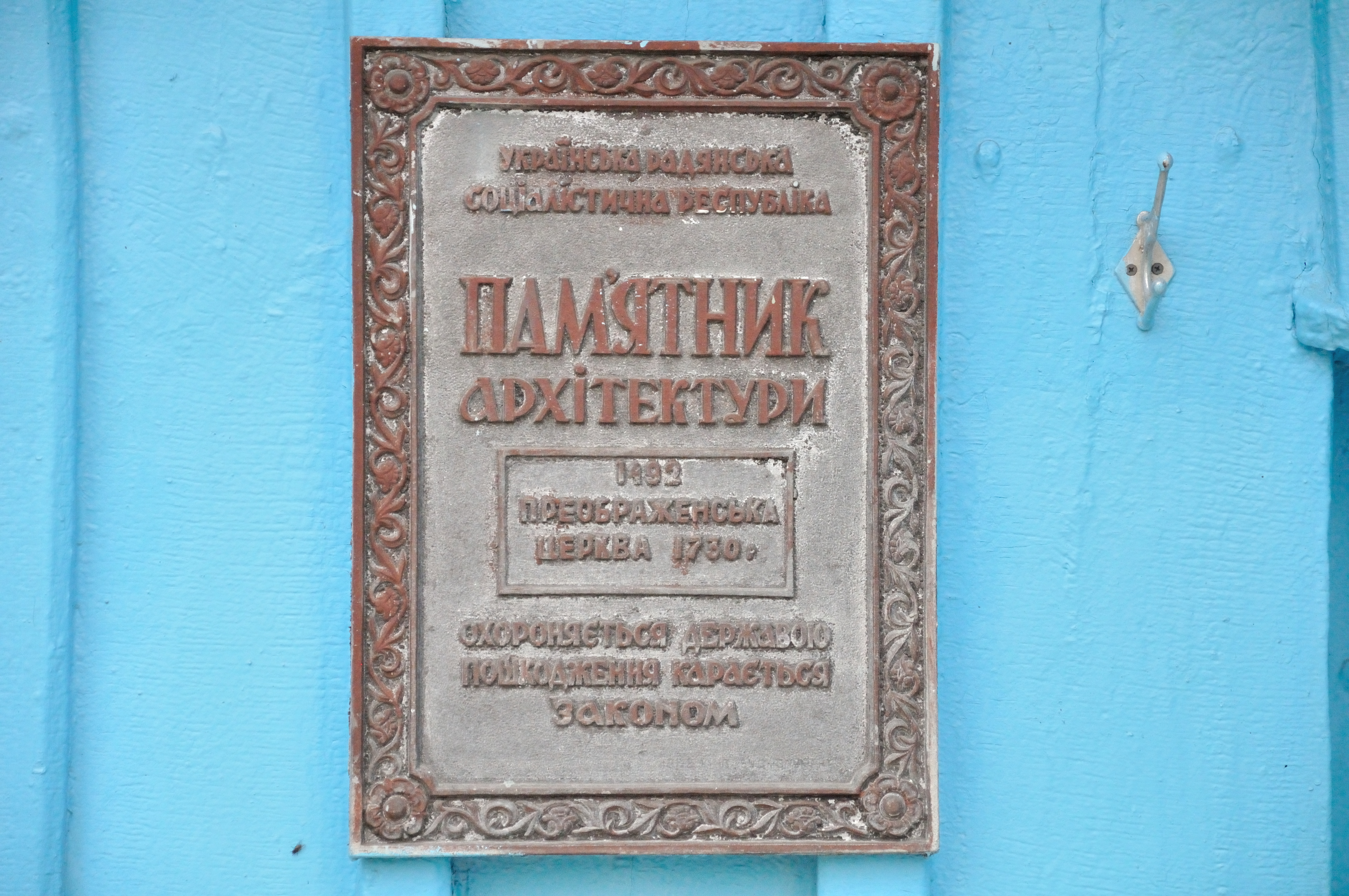
Преображенська церква (дер.), с. Тучин, 2.jpg

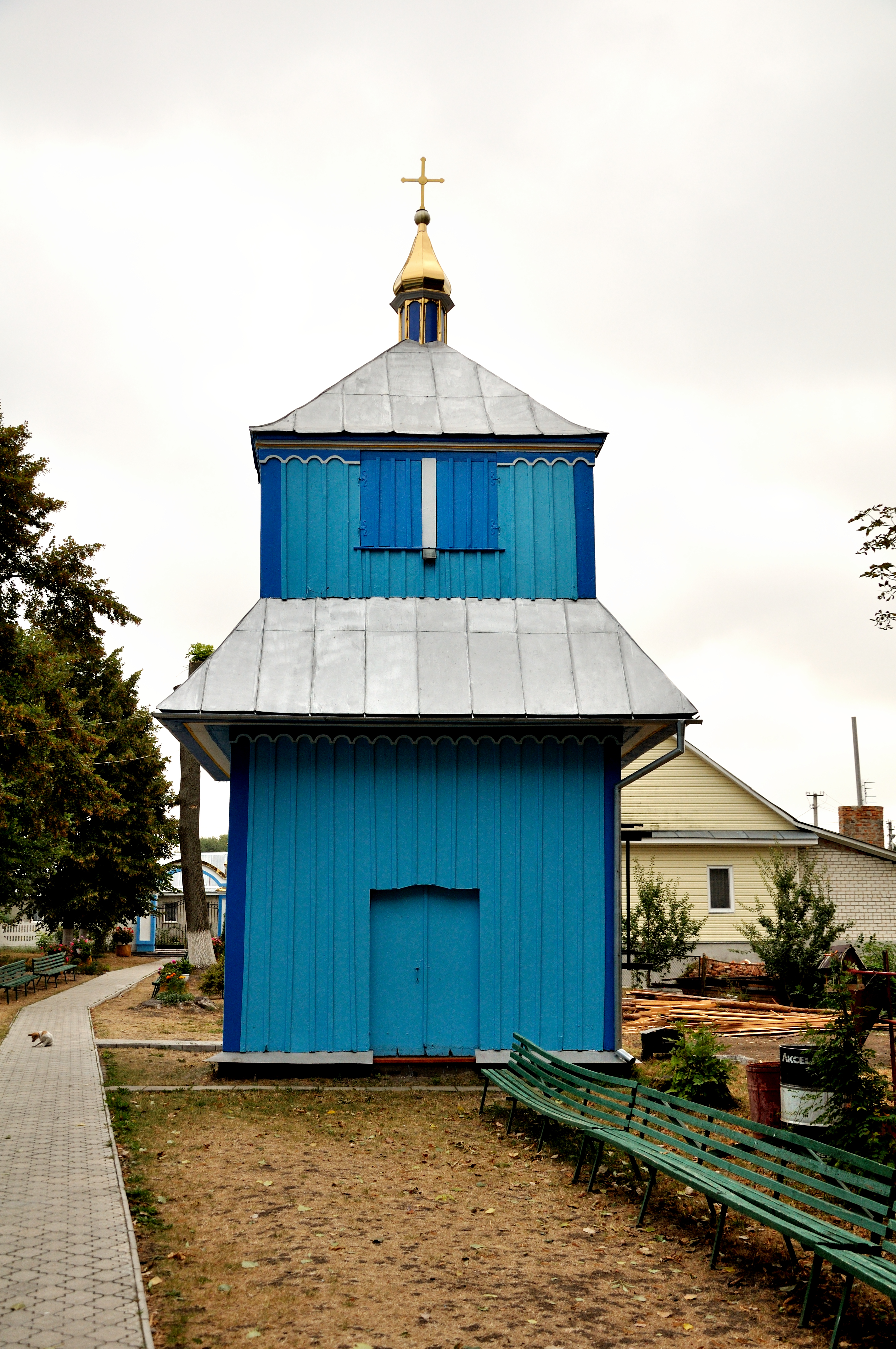
Дзвіниця Преображенської церкви (дер.), с. Тучин .2.jpg

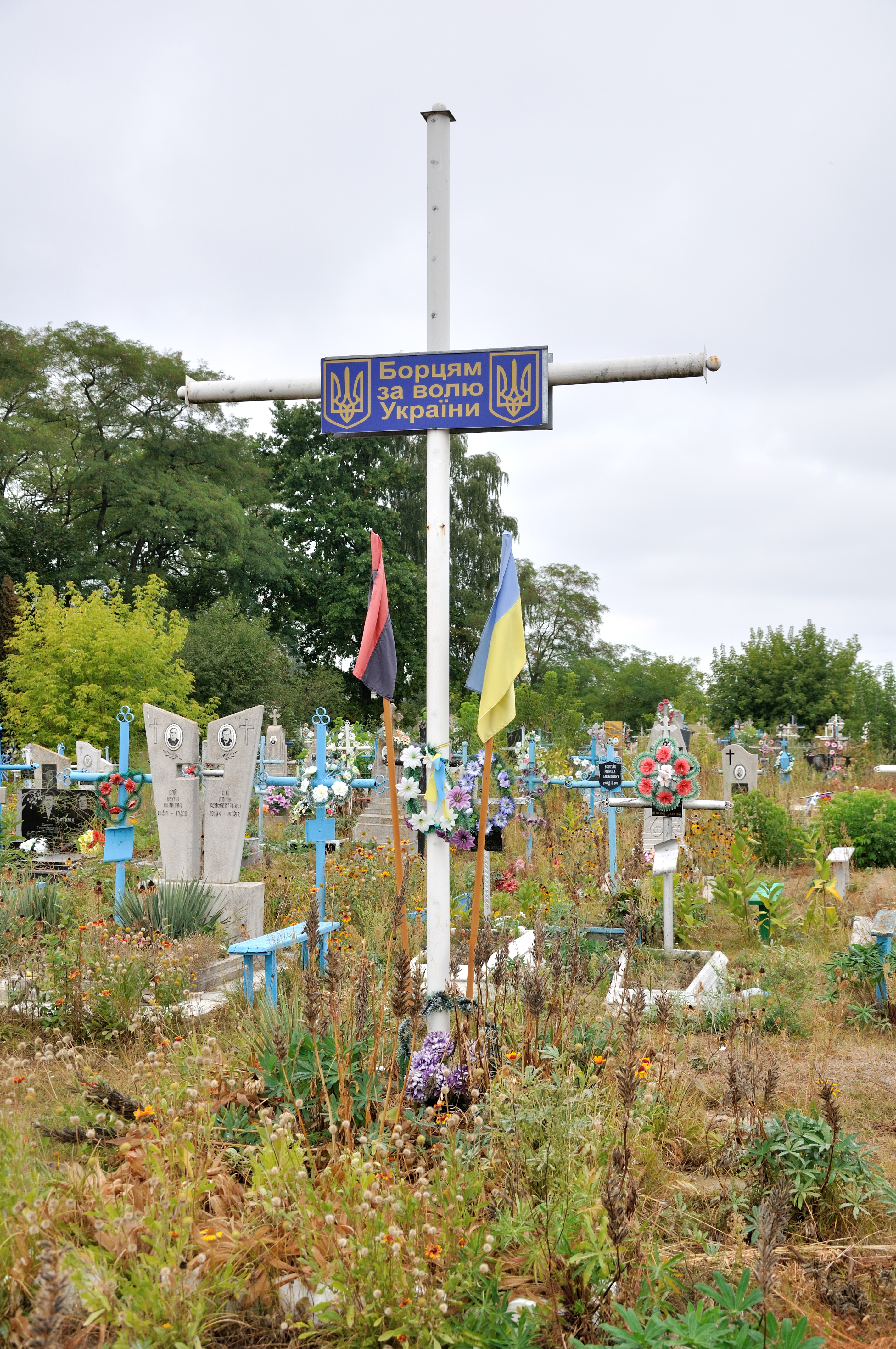
Пам'ятний знак воїнам УПА, с. Тучин, громадське кладовище.jpg

- Справжньою перлиною Тучина, та й, напевне, у волинського народу є Преображенська церква, побудована 1730 року. Цей храм капітально споруджено в 1864—1879 роках. Щоб дістатися до неї, необхідно спуститися до дороги біля західної частини парку, перейти через невеличкий міст і, залишивши по ліву руку вищезгаданий костел, пройти трішки вправо по вузенькому провулочку, який піднімається вгору.

В основі плану церкви лежить звичайне трійчасте розділення на зруби, які створюють «корабель» з віссю схід-захід. На відміну від інших волинських дерев'яних церков — Преображенська має більш развинуту зовнішню об'ємну пластику. Кожен зруб ніби самостійно развивається по вертикалі, закінчуючись власною восьмигранною банею, яка своїм виглядом нагадує більше лемоподібну. Чітко виражена вертикальна ритмічність чотирьох ярусів: масштабні співвідношення двох нижніх, ніби повторюються в інших розмірах на двох верхніх. Легкі, але чітко відчутні відхілення від початкових геометричних форм, помітне схождення стін до верху, нерівності в обшивці зрубів надають споруді надзвичайну природність та скульптурність, дозволяє віднести до числа чудових витворів будівельного мистецтва, якоюсь мірою схожої по архітектурному стилю з дерев'яним культовим зодчеством Поділля та лівобережної Украйни XVII—XVIII століть.
- Тучинський парк.

## Єврейська громада
До Другої світової війни в Тучині жило близько 3000 євреїв. Після звістки про знищення єврейського гетто в м. Рівне єврейські лідери вирішили, що вони будуть протистояти нацистам. Ввечері у вівторок 23 вересня 1942 року, вони забарикадували під'їзди у гетто. Керівники повстання оголосили повну бойову готовність і бойові групи зайняли позиції. На світанку 24 вересня німецькі війська і поліцаї атакували гетто. Будівлі гетто і німецькі склади на його краю були підпалені. Під прикриттям диму і вогню близько двох третин населення гетто жінки, діти і люди похилого віку втекли до лісу.
Повстання завершилося в суботу, 26 вересня коли німці перебили всіх хто залишився у гетто. Половина з тих, що втекли до лісу були схоплені і вбиті протягом трьох днів. Близько 300 жінок з немовлятами, не витримавши важких умов у лісі, повернулася в Тучин і були розстріляні. Деякі молоді люди приєдналися до партизанів і були вбиті в ході бойових дій. Із 3000 євреїв Тучина, тільки 20 були ще живі 16 січня 1944 року, коли Тучин було звільнено.

## Населення

### Мова
Розподіл населення за рідною мовою за даними перепису 2001 року:
| Мова            | Кількість | Відсоток |
| --------------- | --------- | -------- |
| українська      | 2487      | 97.91%   |
| російська       | 49        | 1.93%    |
| білоруська      | 2         | 0.08%    |
| інші/не вказали | 2         | 0.08%    |
| Усього          | 2540      | 100%     |

## Відомі люди
- Зінчук Микола Пилипович — український громадський та політичний діяч, директор ДП ДГ «Тучинське» (1971—2011 рр.)
- Королюк Валентин Анатолійович — український політик. Народний депутат України. Член партії Народний рух України з 1999 по 2013 роки, член Центрального проводу НРУ, голова Рівненської обласної організації НРУ з червня 2002 по червень 2013 рр. З червня 2013 року — член партії Всеукраїнське об'єднання «Батьківщина».
- Левішин Марко — український спідвейний гонщик, багаторазовий призер чемпіонатів України.
- Негребецький Микола — український громадський та політичний діяч, член ОУН, вояк Армії УНР
- Струтинський Микола Володимирович — український радянський письменник, партизан, співробітник КДБ.
- Трохимчук Степан Клементійович «Недоля» — український військовик, сотенний та курінний УПА.
- Тивончук Андрій Валерійович —український військовик, учасник російсько-української війни.[9]